# Спаркхаус
«Спаркхаус» (англ. Sparkhouse) — драма BBC по сценарию британской писательницы Салли Уэйнрайт, осуществлённая в 2002 году. Это изменённый и адаптированный на современный лад вариант известного романа Эмили Бронте «Грозовой перевал»: несмотря на все преграды два главных героя стремятся быть вместе. В роли Хитклиффа выступает девушка (Кэрол). Актриса Сара Смарт уже играла в «Грозовом перевале», там она исполнила роль Кэтрин Линтон, дочери Кэти.

## Сюжет
Юная девушка Кэрол Болтон живёт на ферме Спаркхаус. Обстановка в доме тяжёлая: семья еле сводит концы с концами, отец пьёт и не брезгует заниматься рукоприкладством. Девушка презирает своего отца. Вскоре мать уходит из дома с другим мужчиной. Кэрол всеми силами пытается защитить от пагубного влияния младшую сестру Лизу.
Кэрол находит утешение лишь в окружении друга детства Эндрю, живущего поблизости. Он разделяет чувства Кэрол. Сам Эндрю из спокойной благополучной семьи.
Страсть молодых людей крепка и огромна; она просто необходима им как воздух. Любовь пары похожа на природу вокруг: сильный промозглый ветер, одинокие вересковые пустоши. Но всё это вмиг рушится, когда Эндрю узнаёт тайну Кэрол…

## В ролях
| В ролях            |  | Персонаж       |
| ------------------ |  | -------------- |
| Сара Смарт         |  | Кэрол Болтон   |
| Алан Армстронг     |  | Ричард Болтон  |
| Холлидей Грейнджер |  | Лиза Болтон    |
| Шивон Финнеран     |  | Сью Болтон     |
| Ричард Армитидж    |  | Джон Стэндринг |
| Джозеф Макфейдден  |  | Эндрю Лоутон   |
| Николас Фаррелл    |  | Пол Лоутон     |
| Селия Имри         |  | Кейт Лоутон    |
| Камилла Пауэр      |  | Бекки Лоутон   |